# Stralauer Tor

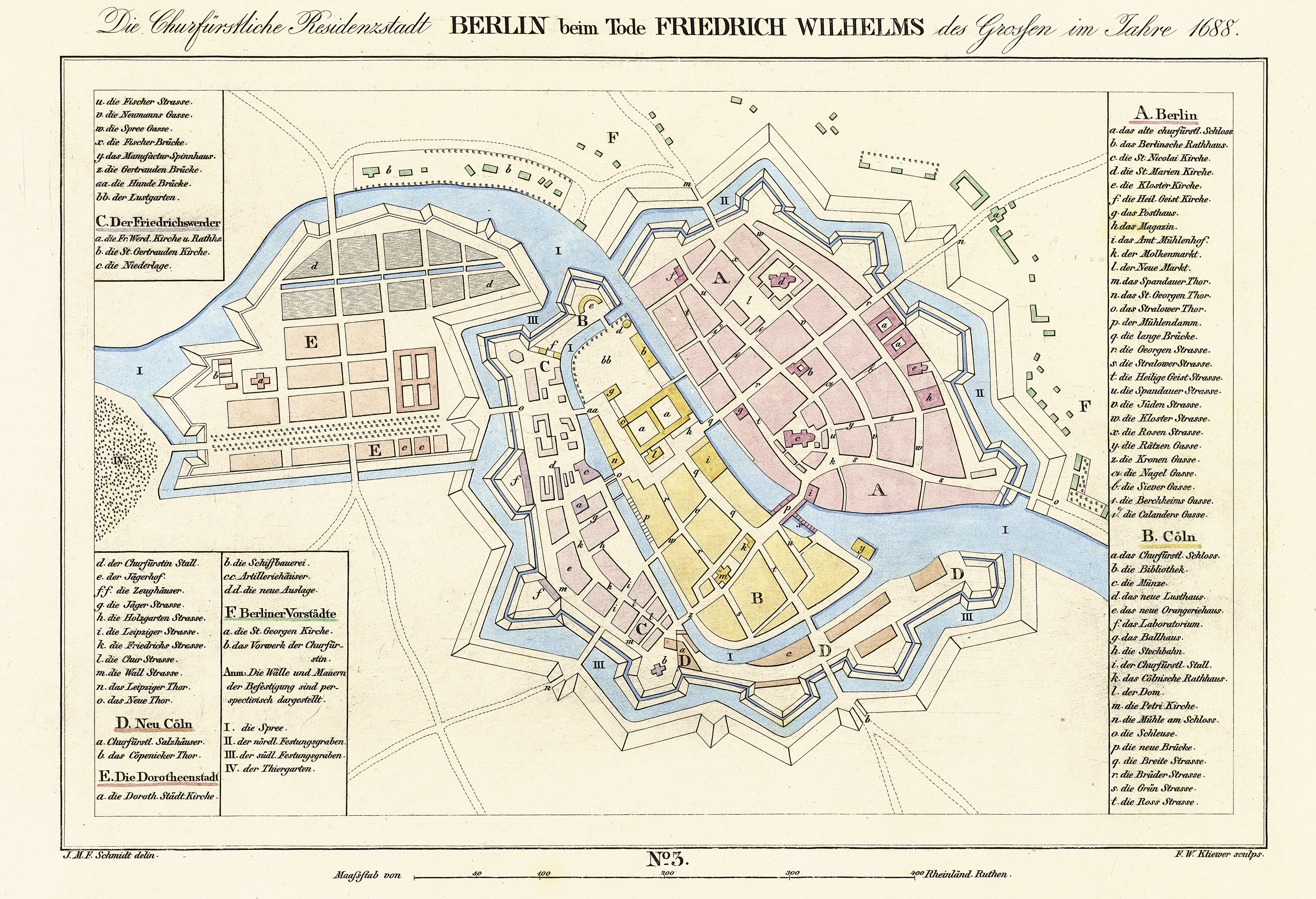
Das Stralauer Tor (gezeichnet als A. o.) auf einer Karte des Jahres 1688

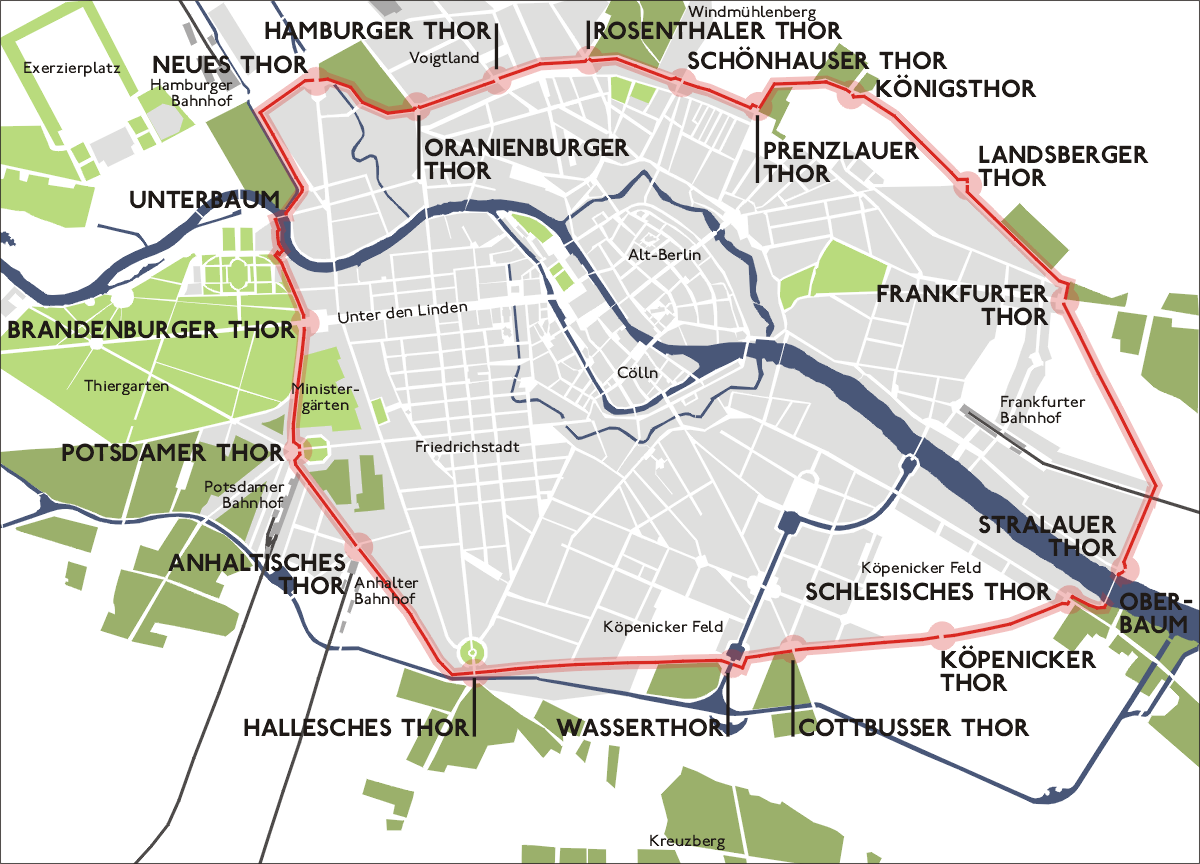
Die Berliner Akzisemauer um 1855

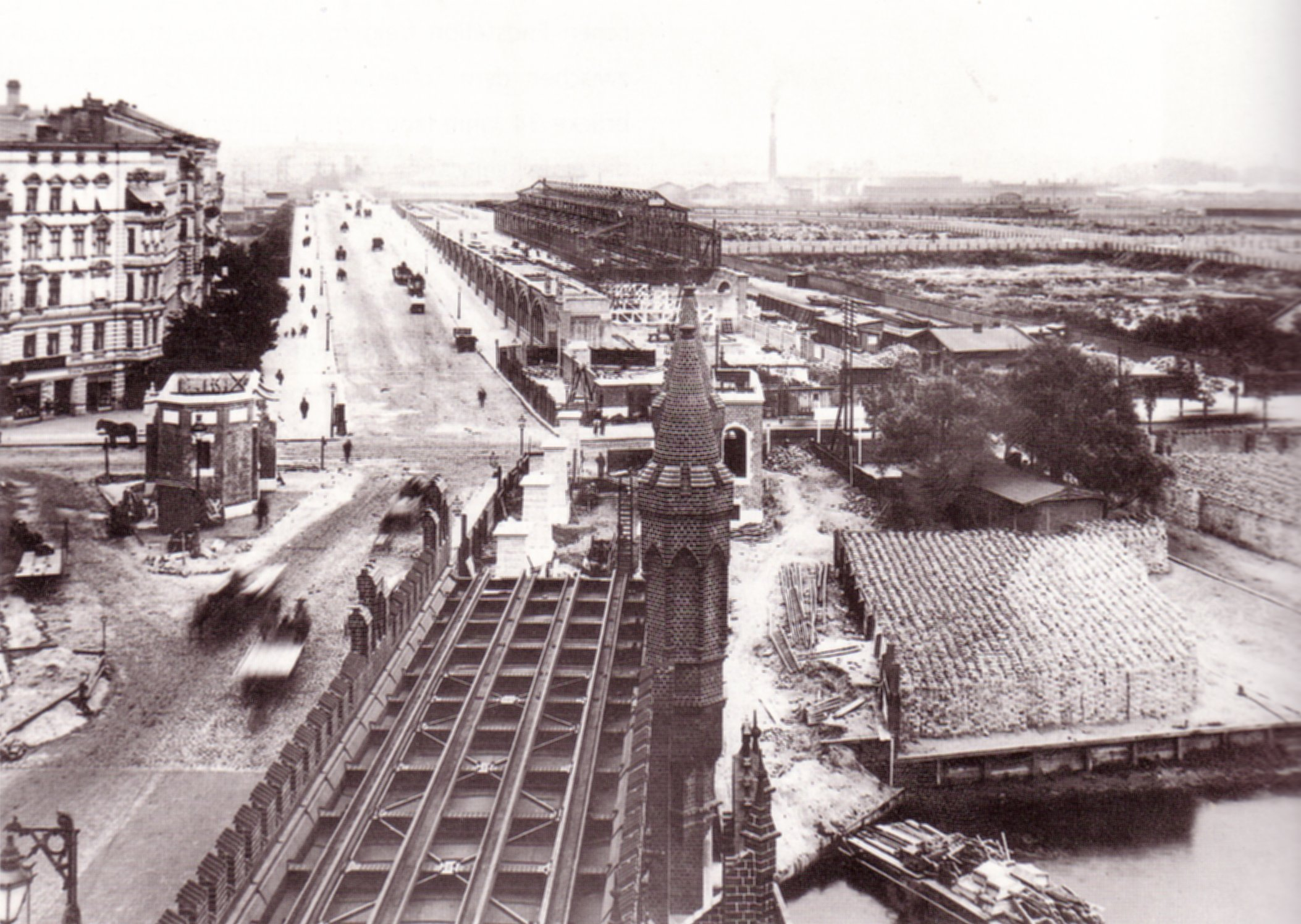
Bau des Hochbahnhofs Stralauer Tor 1901

Das Stralauer Tor  war ein Bestandteil der Befestigungsanlage Berlins.

## Mittelalterliche Stadtmauer
Das Stralauer Tor der ersten Berliner Stadtmauer befand sich im Südosten der mittelalterlichen Doppelstadt Berlin-Cölln. Es befand sich in Höhe der heutigen Kreuzung von Stralauer Straße und Littenstraße. Heute gibt es von diesem Tor keine Spuren mehr.

## Akzisemauer
Das Stralauer Tor wurde mit der unter Friedrich Wilhelm I. ab 1732 erbauten Berliner Zollmauer weiter nach Osten verlegt. Das Tor befand sich am Ende der Brücke am Oberbaum auf der Berliner Seite an der heutigen Kreuzung Stralauer Allee und Warschauer Straße.
Die Errichtung der Akzisemauer bedeutete die größte Stadterweiterung des alten Berlins, wobei die alten Wallanlagen abgetragen wurden, um eine bessere Verbindung zwischen Innenstadt und den Neu- und Vorstädten zu schaffen. Der nördliche Mauerring schloss die am Ende des 17. Jahrhunderts vor der Berliner Festungsmauer entstandene Stralauer Vorstadt ein. Vom südöstlich, direkt am Ende der Brücke am Oberbaum gelegenen Stralauer Tor (auch Mühlentor) führte eine auf einem Damm angelegte Allee bis zum Fischerdorf Stralau.
Der ländliche Torabschnitt war für lange Zeit sicher einer der ruhigsten der
gesamten Ringmauer. Nachdem 1842 die Eisenbahnlinie nach
Frankfurt entlang der Spree in Betrieb gegangen war, setzte jedoch, verbunden mit der Industrialisierung Berlins, die dichte Bebauung dieses Teils der Stralauer Vorstadt ein. Kennzeichnend für diese Entwicklung ist das erste Berliner Wasserwerk, das im Frühjahr 1856 außerhalb der Stadtmauer zwischen dem Gleiskörper und der Stralauer Allee errichtet und bis 1894 betrieben wurde.
Neun Tore durchbrachen den nördlichen Mauerbogen. Auf das Stralauer Tor folgten: Frankfurter Tor, Landsberger Tor, Bernauer Tor (später Königstor), Prenzlauer Tor, Schönhauser Tor, Rosenthaler Tor, Hamburger Tor, Oranienburger Tor; später kam noch ein zehntes (Neues Tor) hinzu.
Die zuerst aus Palisaden bestehende Akzisemauer wurde auf der berlinischen Seite ab 1787 durch eine massive, zur besseren Abrundung des Gebietes teilweise begradigte Steinmauer ersetzt. In den 1860er Jahren begann der Abriss der Stadtmauer, der sich bis in die 1880er hinzog und auch vor den städtebaulich reizvollen Torbauten nicht Halt machte. Von den zehn Toren dieses Abschnitts blieb nur das Neue Tor stehen.

## U-Bahnhof
Ab 1896 wurde an dieser Stelle ein U-Bahnhof errichtet, der den Namen Stralauer T(h)or trug und 1902 eingeweiht wurde. 1924 wurde er umbenannt in U-Bahnhof Osthafen.